# NGC 5098A
NGC 5098A је елиптична галаксија у сазвежђу Ловачки пси која се налази на NGC листи објеката дубоког неба.
Деклинација објекта је + 33° 8' 36" а ректасцензија 13h 20m 14,7s. Привидна величина (магнитуда) објекта NGC 5098 износи 14,1 а фотографска магнитуда 15,1. NGC 5098A је још познат и под ознакама MCG 6-29-77, CGCG 189-52, PGC 46529.